# 金鍾文
金 鍾文（キム・ジョンムン、朝鮮語: 김종문、1906年または1907年3月11日 - 1950年）は、日本統治時代の朝鮮の独立運動家、大韓民国のジャーナリスト、政治家。制憲韓国国会議員。
元井邑市議会議員・同議長の金鋲泰は息子、元国土交通部長官・国会議員の金賢美は孫娘。

## 経歴
全羅北道井邑出身。普成専門学校商科3年修了。1930年には治安維持法違反により懲役2年、執行猶予5年の判決を受けた。東亜日報社新泰仁支局長、新泰仁邑会議員、大韓独立促成国民会新泰仁委員長、新泰仁邑長、韓国民族代表者大会代議員などを歴任した。1948年の初代総選挙では井邑乙選挙区から韓国民主党の候補として当選した。
1950年の朝鮮戦争中に金堤で警察署長を務めた弟を救出しようとした際に命を落とした。